# Davmata neka
Davmata neka är en insektsart som beskrevs av Irena Dworakowska 1979. Davmata neka ingår i släktet Davmata och familjen dvärgstritar.
Artens utbredningsområde är Vietnam. Inga underarter finns listade i Catalogue of Life.